# İdil (Vorname)
İdil ist ein türkischer weiblicher Vorname, der verschiedene Bedeutungen haben kann. Außerhalb des türkischen Sprachraums tritt vereinzelt die nicht-türkische Schreibweise Idil auf.

## Namensträgerinnen
- İdil Baydar (* 1975), deutsche Schauspielerin und Kabarettistin türkischer Herkunft
- İdil Biret (* 1941), türkische Pianistin
- İdil Eser (* 1963), türkische Menschenrechtsaktivistin
- İdil Üner (* 1971), deutsch-türkische Schauspielerin und Regisseurin